# Tiếng Afar
Tiếng Afar (Afar: Qafaraf) (cũng được gọi là ’Afar Af, Afaraf, Qafar af) là một ngôn ngữ Phi-Á, thuộc về nhánh ngôn ngữ Cush. Đây là ngôn ngữ của người Afar tại Djibouti, Eritrea và Ethiopia.

## Phân loại
Tiếng Afar được xếp vào nhánh Cush của ngữ hệ Phi-Á. Trong đó, nó lại được phân vào nhóm ngôn ngữ Đông Cush Đất thấp, cùng với tiếng Saho và tiếng Somali. Tiếng Saho là ngôn ngữ gần gũi nhất với tiếng Afar.

## Phân bố địa lý
Tiếng Afar là bản ngữ của người Afar tại Djibouti, Eritrea, và vùng Afar của Ethiopia.
Theo Ethnologue, có tổng cộng 1.379.200 người nói tiếng Afar. Trong đó, 1.280.000 được ghi nhận trong thống kê Ethiopia 2007. Trong thống kê 1994, có 906.000 người đơn ngữ được ghi nhận.

## Tình trạng
Tại Djibouti, tiếng Afar là một ngôn ngữ quốc gia được công nhận. Đây là một trong các ngôn ngữ của hệ thống Truyền hình vô tuyến Djibouti.
Tại Eritrea, tiếng Afar là một trong chín ngôn ngữ quốc gia, trên danh nghĩa là có địa vị ngang hàng lẫn nhau (dù tiếng Tigrinya và tiếng Ả Rập được sử dụng phổ biến hơn nhiều). Nó được phát thanh trên đài rađiô quốc gia hằng ngày. Hiến pháp Eritrea đã được dịch ra tiếng Afar. Tuy nhiên, về giáo dục, người nói tiếng Afar thường chọn tiếng Ả Rập – mà nhiều người trong số họ dùng như ngôn ngữ thứ hai – làm ngôn ngữ giảng dạy.
Tại Vùng Afar của Ethiopia, tiếng Afar là ngôn ngữ hành chính chính thức.

## Ngữ âm

### Phụ âm
Hệ thống phụ âm tiếng the Afar được liệt kê bên dưới (phiên âm IPA trong ngoặc vuông):
|          |           | Môi   | Chân răng | Quặt lưỡi | Vòm   | Ngạc mềm | Yết hầu | Thanh hầu |
| -------- | --------- | ----- | --------- | --------- | ----- | -------- | ------- | --------- |
| Tắc      | vô thanh  |       | t [t]     |           |       | k [k]    |         |           |
| Tắc      | hữu thanh | b [b] | d [d]     | x [ɖ]     |       | g [ɡ]    |         |           |
| Xát      | vô thanh  | f [f] | s [s]     |           |       |          | c [ħ]   | h [h]     |
| Xát      | hữu thanh |       |           |           |       |          | q [ʕ]   |           |
| Mũi      | Mũi       | m [m] | n [n]     |           |       |          |         |           |
| Tiếp cận | Tiếp cận  | w [w] | l [l]     |           | y [j] |          |         |           |
| Vỗ       | Vỗ        |       | r [ɾ]     |           |       |          |         |           |

### Nguyên âm
- ngắn
  - a [ʌ]
  - e [e]
  - i [i]
  - o [o]
  - u [u]

- dài
  - aa [aː]
  - ee [eː]
  - ii [iː]
  - oo [oː]
  - uu [uː]

## Cú pháp
Như đa số ngôn ngữ Cush, cấu trúc từ cơ bản trong tiếng Afar là chủ–tân–động.

## Ngữ âm
Âm tiết có cấu trúc (C)V(V)(C) (C: phụ âm, V: nguyên âm). Một ngoại lệ là cụm ba phụ âm -str-.

## Hệ thống chữ viết
Tại Ethiopia, tiếng Afar được viết bằng chữ Ge'ez. Từ năm 1849, bảng chữ cái Latinh đã được dùng để ký âm ngôn ngữ này. Thêm vào đó, tiếng Afar đôi khi cũng được viết bằng chữ Ả Rập.
Đầu thập niên 1970, hai nhà trí thức Afar, Dimis và Redo, đã chính thức hóa bảng chữ cái Afar. Nó được gọi là Qafar Feera, và là một biến thể bảng chữ cái Latinh.